# Wirusowa krwotoczna choroba królików
Wirusowa krwotoczna choroba królików (RHD) – choroba krwotoczna królików, wybitnie zaraźliwa, wywołana przez wirus z rodziny kaliciwirusów – viral haemorrhagic disease (VHD). Jest to wirus łatwo przenoszący się z jednego osobnika na drugiego. Może dojść do zakażenia w kontakcie bezpośrednim lub poprzez przedmioty na których znajduje się wirus. Choroba ta jest zwana potocznie krwotoczną chorobą królików lub chińskimi pomorem królików, ponieważ po raz pierwszy opisaną ją w Chinach w 1984 roku. Do Polski dotarła na przełomie 1986 i 1987.

## Sposoby rozprzestrzeniania
- Droga kropelkowa,
- kontakt bezpośredni nawet z królikiem, który wyzdrowiał ponad 4 tygodnie temu,
- pasza lub woda zanieczyszczona odchodami chorych zwierząt,
- osoby z obsługi, środki transportu, sprzęt do pielęgnacji zwierząt,
- inne zwierzęta, niż króliki, jak np. ptaki.

Wirus jest bardzo odporny i w pokojowej temperaturze potrafi wytrzymać 105 dni, w temperaturze 60 °C – 2 dni, a w temperaturze 4 °C – 225 dni.

## Objawy
Do zakażenia może dojść u królików powyżej 2. miesiąca życia. Okres inkubacji wynosi 16–72 godzin.

### Postać nadostra
Cechuje się nagłą śmiercią, która następuje w ciągu 48 godzin od zakażenia. Śmiertelność 80–100%.

### Postać ostra
- Gwałtownie narastająca duszność,
- pienisty lub krwisty wyciek z nosa,
- osłabione reakcje na bodźce,
- śmierć następuje zwykle po 2 dniach od zakażenia i poprzedzona jest popiskiwaniem i gwałtownymi, nieskoordynowanymi ruchami oraz częściowym porażeniem,
- u królików, które przeżyją postać ostrą, szybko rozwija się żółtaczka i dochodzi do nagłej śmierci,
- śmiertelność 80–100%.

### Postać podostra
- Częściowa utrata apetytu,
- silna duszność,
- tachykardia,
- przekrwienie gałek ocznych,
- czasami biegunka i katar,
- śmiertelność 40–60%,
- króliki, które przechorowały tę postać zdobywają trwałą odporność, jednak mogą być nadal źródłem zakażenia.

## Postępowanie w razie zakażenia
Ustawa z dnia 11 marca 2004 roku o ochronie zdrowia zwierząt oraz zwalczaniu chorób zakaźnych zwierząt mówi, że pomór należy do chorób, które podlegają obowiązkowi rejestracji. Ponadto króliki chore oraz podejrzane o zakażenie należy odizolować od innych osobników oraz poddać eutanazji, a zwłoki zutylizować, ponieważ są one nadal źródłem zakażenia. Po zlikwidowaniu ogniska choroby należy przeprowadzić dezynfekcję klatek i pomieszczeń następującymi preparatami 5% roztworem formaliny lub 1–2% roztworem sody żrącej. Wymagany jest kontakt z lekarzem weterynarii.

## Profilaktyka
Choroby nie można wyleczyć, dlatego stosuje się profilaktyczne szczepionki. Jedną z nich jest Cunivac działająca przez 5-7 miesięcy oraz Nobivac Myxo-RHD dająca odporność na 12 miesięcy.